# 7 Łużycka Dywizja Piechoty
7 Łużycka Dywizja Piechoty (7 DP) – związek taktyczny piechoty ludowego Wojska Polskiego.

## Formowanie dywizji
Dywizja została sformowana w okresie od sierpnia do października 1944 w rejonie Krasnegostawu w Lublinie po stoczonej Bitwie o Lublin w punkcie poboru na Majdanku oraz od października do stycznia 1945, rejonie Radzynia Podlaskiego w składzie 2 Armii WP. Struktura organizacyjna i obsada personalna przedstawiała się następująco:
- Dowództwo 7 Dywizji Piechoty
- 19 pułk piechoty → 31 pułk piechoty → 37 pułk piechoty)
- 20 pułk piechoty → 33 Nyski pułk piechoty
- 21 pułk Piechoty → 35 pułk piechoty
- 38 pułk artylerii lekkiej
- Samodzielny szkolny batalion piechoty[7]

W czasie formowania dywizji w jej szeregach doszło do największej dezercji w ludowym Wojsku Polskim. W nocy z 12 na 13 października, w rocznicę bitwy pod Lenino, z szeregów 31 pp zdezerterowało 2 oficerów oraz 665 żołnierzy i podoficerów (26% stanu pułku), na wieść o przegrupowaniu dywizji. W wyniku tego zdarzenia rozformowano 31 pp (numerację 31 w ludowym WP przywrócono dopiero 13 kwietnia 1963), a w jego miejsce sformowano 37 pp i zmieniono dowódcę dywizji.

## Marsze i działania bojowe
16 kwietnia 1945 dywizja sforsowała Nysę Łużycką na południe od Rothenburga. Po przełamaniu pierwszej linii obrony niemieckiej dywizja zaległa. 33 pp prowadził ciężkie boje o miejscowości Lodenau i Neusorge. Pod koniec dnia dywizja zdobyła przyczółek szerokości 3 km i głębokości 1 km. 17 kwietnia sytuacja nie uległa zmianie. 18 kwietnia dywizja uzyskała niewielkie sukcesy. W dniach 19-20 kwietnia walczyła o Rietschen i Daubitz. W następnych dniach dywizja wyszła na rubież Tzschelln-Boxberg-Hirschwalde-Sproitz. 24 kwietnia walczyła z niemieckim przeciwnatarciem.
|  |  |  |  |  |

## Sztandar dywizji
21 stycznia 1945 w Radzyniu Podlaskim odbyła się ceremonia wręczenia sztandaru 7 DP ufundowanego przez społeczeństwo miasta i powiatu radzyńskiego. Sztandar wręczył dowódca 2 Armii, gen. dyw. Karol Świerczewski.
Opis sztandaru
Płat o wymiarach 95x116 cm, obszyty z jednej strony żółtą frędzlą i z czterech stron obszyty złotym galonem, przymocowany do drzewca za pomocą dziesięciu kółek metalowych. Głowica w kształcie orła wspartego na kuli. Drzewce z jasnego politurowanego drewna. Do drzewca przywiązana wstęga biało-czerwona i wstęga Orderu Czerwonego Sztandaru.
Strona główna
Na czerwonym adamaszku haftowany biało-szarą nicią orzeł. Pod orłem gałązki laurowe i dębowe haftowane żółto-brązową nicią oraz napis: "HONOR I OJCZYZNA".
Strona odwrotna
Na białym adamaszku haftowane żółto-brązową nicią data, gałązki lauru i napis: "11.XI. 1944 7 D.P. DAR POWIATU RADZYŃSKIEGO".

## Dywizja w okresie pokoju
Po zakończeniu działań wojennych w składzie 2 Armii WP od 10 czerwca 1945 przystąpiła do ochrony granicy zachodniej na odcinku Mużaków – Kopaczów. Sztab rozlokowano w Lubaniu. Dowództwa pułków stacjonowały w : 33 pp w Mirsku, 35 pp w Zgorzelcu, 37 pp w Bogatyni, 38 pal w Jędrzychowicach.
4 lipca 1945 dekretem Rady Najwyższej ZSRR została odznaczona Orderem Czerwonego Sztandaru. Zgodnie z rozkazem organizacyjnym Naczelnego Dowództwa Wojska Polskiego nr 0305/Org. z 10 listopada 1945 dywizja przeszła na etaty pokojowe.
W 1947 część pododdziałów weszła w skład Grupy Operacyjnej "Wisła"
Skład i rozmieszczenie w 1949
(przed przekazaniem z OW IV do OW V)
- Dowództwo 7 Łużyckiej Dywizji Piechoty – Bytom
- 33 Nyski pułk piechoty – Nysa
- 35 pułk piechoty – Tarnowskie Góry
- 37 pułk piechoty – Chorzów
- 38 Łużycki pułk artylerii lekkiej – Koźle
- 10 dywizjon artylerii przeciwpancernej – Tarnowskie Góry
- 18 batalion saperów – Bytom
- 27 kompania łączności – Bytom

W 1951 przeniesiono dywizję na etaty dywizji piechoty typu B "konna mała".
Rozporządzeniem nr 0026/Org. Ministra Obrony Narodowej z dnia 4 września 1956 7 Łużycka Dywizja Piechoty została przeformowana na 2 Warszawską Dywizję Zmechanizowaną. Sztab dywizji stacjonował w Nysie.

## Żołnierze dywizji
Dowódcy dywizji 
- płk Stiepan Pietrowski (25 VIII – 13 IX 1944)[2]
- płk Iosif Mieldier (13 września – 15 października 1944; w polskich źródłach także jako Józef Melder)[2]
- płk Mikołaj Prus-Więckowski (15 X 1944 – 01 VI 1945)[2]
- płk Paweł Jaroszenko (01 VI 1945 – 01 IV 1946)
- gen. bryg. Włodzimierz Kierp (01 IV – 15 VII 1946)
- płk Stefan Szlaszewski (15 VII 1946 – 01 II 1947)
- płk dypl. Jan Kobylański (01 II 1947 – 30 VI 1947)
- gen. bryg. Marian Turkowski (14 VII 1947 – 10 IX 1948)
- ppłk Piotr Grabowski (1948 – 1950)
- ppłk dypl. Jan Szamotulski (1955)
- płk Zbigniew Ohanowicz (1956)